# Фердинанд Даучик
Фердинанд Даучик (познат и као Фернандо Даучик ;Шахи, 30. мај 1910. — Алкала де Енарес, 14. новембар 1986) био је словачки фудбалер и тренер. Даучик је био менаџер неколико клубова из Ла лиге, међу којима су Барселона, Атлетико Билбао, Атлетико Мадрид и Реал Сарагоса. Током своје каријере водио је клубове из Ла лиге у 488 мечева, освојио је три титуле у Ла Лиги и пет пута освојио Куп и освојио три дупле круне. Умро је у Алкала де Енаресу.

## Играчка каријера
Даучик је играо као дефанзивац за Слован из Братиславе, Славију из Прага и репрезентацију Чехословачке. Био је тек трећи словачки играч који је икада играо за Чехословачку. Био је део тима на ФИФА Светском првенству 1934. и 1938. и иако није играо на турниру 1934. године, био је једини Словак који је играо на такмичењу 1938. године.